# Tiefer See (Neu Gaarz)
Der Tiefe See ist ein nördlich der Großen Seen der Mecklenburgischen Seenplatte liegender See im Landkreis Mecklenburgische Seenplatte, Mecklenburg-Vorpommern. Er befindet sich im nördlichen Gemeindegebiet von Jabel sowie im südlichen Gemeindegebiet von Klocksin. Er hat eine ungefähre Länge von 1550 Metern und eine ungefähre Breite von 800 Metern. Der See ist mit einer Tiefe von fast 63 Metern der tiefste, nur in Mecklenburg liegende, See. Er ist eingebettet in die Endmoränenlandschaft der Mecklenburgischen Schweiz. Dieses wald- und hügelreiche Gebiet erreicht nordwestlich vom See eine Höhe von 91 m ü. HN. Der See gehört zur Loppiner-Klocksiner Seenkette, die sich zwischen den größeren Seen Malchiner See und Fleesensee/Kölpinsee in einer eiszeitlichen Schmelzwasserrinne erstreckt, so trennen den See zum Hofsee und zum Flachen See nur schmale Landbrücken. Der See liegt am Schnittpunkt der beiden Naturparks Mecklenburgische Schweiz und Kummerower See und Nossentiner/Schwinzer Heide. Der Ufersaum ist fast durchgängig bewaldet.